# Ołeksij Jakymenko
Ołeksij Wołodymyrowycz Jakymenko, ukr. Олексій Володимирович Якименко (ur. 22 października 1974 w Odessie) – ukraiński piłkarz, grający na pozycji pomocnika, trener piłkarski.

## Kariera piłkarska

### Kariera klubowa
W czerwcu 1992 rozpoczął karierę piłkarską w drugoligowym zespole Krystał Chersoń. W sezonie 1993/94 bronił barw klubów Worskła Połtawa i Torpedo Zaporoże, po czym powrócił do chersońskiego klubu. Ale już w październiku 1994 ponownie występował w Torpedo Zaporoże. Latem 1995 przeniósł się do SK Mikołajów. W maju 1997 wyjechał za granicę, gdzie bronił barw rosyjskiego klubu Gazowik-Gazprom Iżewsk oraz bułgarskiego klubu Lewski Sofia. Na początku 1999 powrócił do Ukrainy, gdzie został piłkarzem Krywbasa Krzywy Róg. Latem 2001 przeszedł do zespołu Frunzeneć-Liha-99 Sumy, ale latem 2002 klub połączył się z FK Sumy, a piłkarz odszedł do Stali Ałczewsk. Na początku 2004 został zaproszony do Zorii Ługańsk. Podczas przerwy zimowej sezonu 2005/06 opuścił ługański klub, a potem zasilił skład IhroSerwisu Symferopol, w którym latem 2009 zakończył karierę piłkarską.

## Kariera trenerska
Po zakończeniu kariery piłkarskiej rozpoczął pracę szkoleniową. 3 listopada 2016 objął stanowisko głównego trenera Krystału Chersoń.

## Sukcesy i odznaczenia

### Sukcesy klubowe
- wicemistrz Bułgarii: 1998
- brązowy medalista Mistrzostw Ukrainy: 1999, 2000
- finalista Pucharu Ukrainy: 2000
- brązowy medalista Pierwszej lihi: 2005